# Colpognathus intermedius
Colpognathus intermedius är en stekelart som beskrevs av Siytan 1979. Colpognathus intermedius ingår i släktet Colpognathus och familjen brokparasitsteklar. Inga underarter finns listade i Catalogue of Life.